# 湯廷池
湯廷池（1931年7月29日—2020年9月21日），生於台灣苗栗縣。新竹高中、國立台灣大學畢業，美國德州大學奧斯汀分校語言學博士。歷任台灣師範大學、輔仁大學、國立清華大學和元智大學等校教授，創辦國立清華大學語言學研究所的核心人物，也是清大外語系和元智應外系首任系主任，為台灣大師級的語言學家和英語教育專家。湯教授以推廣漢語理論語言學爲志業，是台灣語言學界影響很大的學者，培育出許多台灣語言學專家，其中包含國際語言學界知名的黃正德教授，國立清華大學蔡維天教授和國立交通大學林若望教授（現任中央研究院語言學研究所所長）等（參見台灣語言學家列表）。
湯教授女兒湯志真教授也是著名的語言學家（參見台灣語言學家列表），是台灣語言學界首見的父女檔。

## 出版書籍
湯教授著述眾多，主題廣泛，有討論英語、日語等外語教學問題，有介紹衍生語法理論以及在標準漢語（普通話、國語）、閩南語上的運用分析。內容多半以標準漢語寫成，這些書籍對於把西方語言學理論介紹到台灣來有莫大的貢獻。
- 湯廷池（1977）。《國語變形語法研究：第一集 移形變位》。台北：台灣學生書局。
- 湯廷池（1979）。《國語語法研究論集》。台北：台灣學生書局。
- 湯廷池（1981）。《語言學與語文教學》。台北：台灣學生書局。
- 湯廷池（1984）。《英語語法修辭十二講》。台北：台灣學生書局。
- 湯廷池（1984）。《英語語言分析入門：英語語法教學問答》。台北：台灣學生書局。
- 湯廷池（1988）。《英語認知語法：結構、意義與功用（上集）》。台北：台灣學生書局。
- 湯廷池（1988）。《漢語詞法句法論集》。台北：台灣學生書局。
- 湯廷池（1989）。《國中英語教學指引》。台北：台灣學生書局。
- 湯廷池（1989）。《漢語詞法句法續集》。台北：台灣學生書局。
- 湯廷池（1992）。《英語認知語法：結構、意義與功用（中集）》。台北：台灣學生書局。
- 湯廷池（1992）。《漢語詞法句法三集》。台北：台灣學生書局。
- 湯廷池（1992）。《漢語詞法句法四集》。台北：台灣學生書局。
- 湯廷池（1994）。《英語認知語法：結構、意義與功用（下集）》。台北：台灣學生書局。
- 湯廷池（1994）。《漢語詞法句法五集》。台北：台灣學生書局。
- 湯廷池（1999）。《日語語法與日語教學》。台北：台灣學生書局。
- 湯廷池（1999）。《閩南語語法研究試論》。台北：台灣學生書局。
- 湯廷池（2000）。《極小主義分析導論：基本觀念與原則》。台北：金字塔出版社。
- 湯廷池（2000）。《英語語法論集》。台北：金字塔出版社。
- 湯廷池（2000）。《漢語詞法論集》。台北：金字塔出版社。
- 湯廷池（2000）。《漢語語法論集》。台北：金字塔出版社。.
- 湯廷池（2012）。《日語形容詞研究入門》（以日語寫成）。台北：致良出版社。

## 外部連接
- 中央研究院語言學研究所：http://www.ling.sinica.edu.tw/ （页面存档备份，存于）
- 國立清華大學語言學研究所：http://www.ling.nthu.edu.tw/NTHU_Linguistics/home.html （页面存档备份，存于）